# 차리따 수안사네
차리따 수안사네(태국어: ชลิตา ส่วนเสน่ห์, 영어: Chalita Suansane, 1994년 12월 24일 ~ )는 태국의 모델이다. 2016 미스 유니버스 태국 우승자이며 2016 미스 유니버스에 태국 대표로 참가했다. 독일 혈통을 갖고 있다.